# Hejő
Hejő är ett vattendrag i Ungern.   Det ligger i provinsen Borsod-Abaúj-Zemplén, i den nordöstra delen av landet, 150 km öster om huvudstaden Budapest.